# پروتریپتیلین
پروتریپتیلین (انگلیسی: Protriptyline) نوعی داروی ضدافسردگی سه حلقه ای است.